# Château de Bahrendorf
Le château de Bahrendorf est un ancien château de Saxe-Anhalt en Allemagne, situé à Bahrendorf dans la Magdeburger Börde, ou plaine de Magdebourg.

## Historique
Le château a été construit en 1908 par l'architecte Paul Schultze-Naumburg pour la famille Schaeper. C'est un château néobaroque de style germanique à trois corps de bâtiment avec des éléments néoclassiques. Il est entouré d'un parc avec deux petits lacs.
Le château sert de clinique de cancérologie de 1945 à 2002. Le docteur Walter Lämmerzahl en fait un centre de soins d'oncologie de 246 lits. C'est aujourd'hui un centre de soins et de convalescence rénové depuis 2002.